# Buddy Valastro
Buddy Valastro, eredeti nevén Bartolo Valastro (Hoboken, New Jersey, 1977. március 3. –) olasz származású amerikai cukrász, vállalkozó és televíziós személyiség. A Carlo's Bakery tulajdonosa.
A TLC televíziós csatorna Tortakirály (Cake Boss) című valóságshow-sorozatából ismerhetik a legtöbben, mely 2009 áprilisában indult. A műsorban Buddy és csapata érdekesebbnél érdekesebb tortákat készítenek, melyeket családi receptek alapján sütnek és különleges dekorációkkal ötvöznek.  Buddy Valastro azonban más televíziós műsorokban is feltűnt,  2011-ben a "Konyhafőnök" (Kitchen Boss) című főzőműsorban, 2010-ben a "Jövő cukrászaiban" (The Next Great Baker) és 2013-ban a "Buddy a cukrászdák megmentőjében" (Buddy's Bakery Rescue).

## Élete
Buddy Valastro [New Jerseyben] született id. Buddy Valastro, és Mary Pinto gyermekeként, 1977 március 3-án. 11 évesen kezdett dolgozni a családi cukrászda vállalkozásban, a Carlo's Bakery-ben az édesapja mellett. Valastro édesapja meghalt, amikor ő 17 éves volt 1994-ben, és így átvette a vállalkozást, ő lett az új Tortakirály. 
"Negyedik generációs pék vagyok, apám, akit szintén Buddynak hívtak, üres zsebbel érkezett az USA-ba, és éveken át majd’ megfeszült, hogy előrébb jusson, és 1964-ben megvette a Carlo’s Bakery nevű pékséget, amit megörököltem tőle." 

## Család
A cukrászmester East Hanover Townshipben él, Hobokenben, New Jerseyben, Lisa-val a feleségével, és négy gyermekükkel (Sofia Valastro, Buddy Valastro III, Marco Valastro, Carlo Valastro). Négy testvére van. 2014-ben Montville-be költözött (New Jersey).

## Karrier
Valastro tulajdonosa és vezetője a Carlo's Bakery nevű pékségnek - melyben a Tortakirály című műsor is játszódik. A műsor népszerűségének köszönhetően már tíz másik cukrászdát is nyitott. 
2012-ben boltjának és a tv-sorozatának köszönhetően, felkerült Hudson megye 50 legbefolyásosabb emberének listájára.
Carlo sütödéje (Carlo's Bakery) már 6 különböző helyszínen is megtalálható New Jerseyben (Hoboken, Marlton, Morristown, Red Bank, Ridgewood, Westfield). New Jerseyn kívül, üzemeltetnek még pékséget Philadelphiában, Las Vegasban és New Yorkban.  A közeli Jersey városban, a Lackawanna Factory szolgál az üzlet vállalati irodájaként és további helyként esküvői és speciális torták, sütemények készítésére, melyeket az ország egész területére szállítanak. 

## Televíziós műsorai a TLC-n
- Tortakirály (Cake Boss)  (2009–2020)
- Konyhafőnök (Kitchen Boss)  (2011–2012)
- A jövő cukrászai (The Next Great Baker)  (2010–2014)
- Buddy, a cukrászdák megmentője (Buddy's Bakery Rescue)  (2013–2014)